# 野田昌吾
野田 昌吾（のだ しょうご、1964年－）は、日本の政治学者。大阪市立大学大学院法学研究科教授。
専門はヨーロッパ政治史、政治学。特にドイツ政治について研究している。

## 来歴
1964年大阪府生まれ。大阪市立大学法学部法学科を1987年、同大学法学研究科公法学博士課程を1993年に卒業したのち、1996年から同大学法学部助教授、2008年から同大学法学部教授。

## 著書[1][3]

### 単著
- 野田昌吾『ドイツ戦後政治経済秩序の形成』有斐閣、1998年。ISBN 4641049688。

### 共著
- 松本, 博之、野田, 昌吾、守矢, 健一 編『法発展における法ドグマーティクの意義 : 日独シンポジウム』信山社、2011年、367頁。ISBN 9784797254587。
- 髙田, 昌宏、野田, 昌吾、守矢, 健一 編『グローバル化と社会国家原則 : 日独シンポジウム』有斐閣、2015年、386頁。ISBN 9784797254679。

### 共訳
- H.A.ヴィンクラー 著、後藤俊明、奥田隆男、中谷毅、野田昌吾 訳『自由と統一への長い道 1 (ドイツ近現代史1789-1933年)』昭和堂、2008年、546,112頁。ISBN 9784812208335。
- H.A.ヴィンクラー 著、後藤俊明、奥田隆男、中谷毅、野田昌吾 訳『自由と統一への長い道 2 (ドイツ近現代史1933-1990年)』昭和堂、2008年、637,105頁。ISBN 9784812208342。
- ヴォルフ・D.グルーナー 著、丸畠宏太、進藤修一、野田昌吾 訳『ヨーロッパのなかのドイツ : 1800～2002』ミネルヴァ書房、2008年、388頁。ISBN 9784623050031。